# Batalla de Kousséri

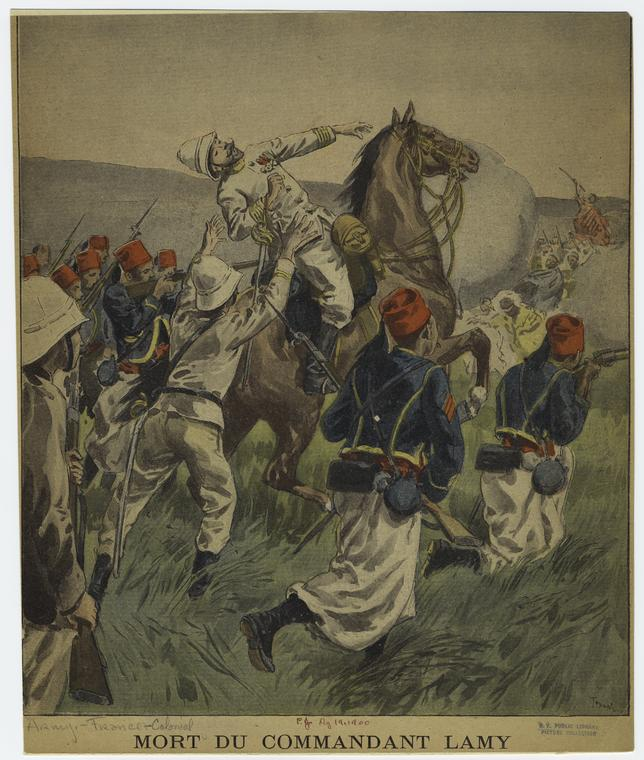
Mort du Commandant Lamy. Muerte del comandante François Joseph Lamy en Chad.

La batalla de Kousséri se originó en los planes franceses para ocupar la región de Chari-Baguirmi. Entre 1899 y 1900, los franceses organizaron tres columnas armadas; una que avanzaría hacia el norte desde el Congo, una hacia el este desde Níger y otra hacia el sur desde Argelia. El objetivo era unir todas las posesiones francesas en África occidental, y esto se logró el 21 de abril de 1900 en la orilla derecha del Chari, en lo que hoy es Chad, frente a Kousséri, en lo que hoy es el norte de Camerún.

## Preludio
En 1899, el señor de la guerra sudanés Rabah (Rabih al-Zubeir ibn Fadl Allah) pudo desplegar unos 10 000 soldados de infantería y caballería, todos provistos de rifles (a excepción de 400 rifles, estos eran en su mayoría obsoletos), además de un gran número de tropas auxiliares equipadas con lanzas o arcos. Sus fuerzas mantuvieron guarniciones fortificadas en Baggara y Karnak Logone.
En 1899, Rabah recibió en Dikwa al representante francés Ferdinand de Béhagle. Las conversaciones entre ellos degeneraron, ya que Béhagle se negó a vender armas a Rabah y por ello fue encarcelado. El 17 de julio de 1899, el teniente Bretonnet, cuya fuerza fue enviada por Francia contra Rabah, fue asesinado con la mayoría de sus hombres en Togbao, al borde del río Chari, actual Sarh. Rabah consiguió tres cañones en esta victoria (que los franceses retomaron más tarde en Kousséri) y ordenó a su hijo Fadlallah, a quien había dejado en Dikwa, que colgara a Béhagle.
En respuesta, una columna francesa procedente de Gabón y dirigida por Émile Gentil, apoyada por el barco de vapor Leon Blot, se enfrentó a Rabah en Kouno a finales de año. Los franceses fueron rechazados, sufriendo pérdidas, pero se reagruparon y continuaron hacia la ciudad de Kousséri. Aquí se unieron con la columna Lamy (procedente de Argelia) y la antigua Misión Voulet-Chanoine, procedente de Níger. Esta columna ahora estaba comandada por Joalland-Meynier, después de que Voulet y Chanoine asesinaran al oficial francés enviado para relevarlos, cuando las noticias llegaron a la prensa europea de la brutalidad de la misión a la población local. Amédée-François Lamy tomó el mando de las fuerzas unidas.

## Batalla
El enfrentamiento final entre Rabah y los franceses tuvo lugar el 22 de abril de 1900. Las fuerzas francesas consistían en 700 tropas, más los 600 fusileros y 200 de caballería proporcionados por los aliados baguirmianos. Dejando Kousséri, los franceses en tres columnas atacaron el campamento de Rabah, y en la batalla subsiguiente, el comandante francés Lamy fue muerto. Sin embargo, las fuerzas de Rabah se vieron abrumadas y Rabah, mientras intentaba huir a través del río Chari, recibió un disparo en la cabeza por parte de un tirador de la misión del África Central. Al escuchar que había una bonificación por el cadáver de Rabah, el tirador regresó al campo de batalla y trajo de vuelta la cabeza y la mano derecha de Rabah.
Las bajas ascendieron a 28 muertos y 75 heridos en el lado francés y de 1000 a 1500 muertos y más de 3000 heridos del lado de Rabah, incluidas mujeres y niños que acompañaban al ejército.

## Importancia
Con la derrota de las fuerzas de Rabah, los franceses aseguraron su control sobre la mayor parte de Chad, que se convirtió en parte del imperio colonial francés. La marcha de la infame Misión Voulet-Chanoine a través de la moderna Burkina Faso y Níger trajo el estatus nominal de protectorado a estas áreas, y las fuerzas de Argelia demostraron que una conquista y administración a través del Sáhara era posible. La misión de Gentile desde Gabón, sumada a estos, ayudó a definir las fronteras prácticas del control imperial francés y británico, y vinculó las tres posesiones coloniales francesas más estables de África (Senegal y el valle del alto río Níger, Gabón y Congo-Brazzaville, y Argelia). En las historias coloniales francesas, la Batalla de Kousséri es generalmente vista como el punto final de la Lucha por África y el comienzo de la fase de "pacificación" del África Occidental y Ecuatorial Francesa.